# ديزموند جينينغز
ديزموند جينينغز (بالإنجليزية: Desmond Jennings)‏ هو لاعب كرة قاعدة أمريكي، ولد في 30 أكتوبر 1986 في برمنغهام في الولايات المتحدة.

## وصلات خارجية
- ديزموند جينينغز على موقع دوري كرة القاعدة الرئيسي (الإنجليزية)
- ديزموند جينينغز على موقعبيزبول رفرنس.كوم (الدوري الرئيسي) (الإنجليزية)
- ديزموند جينينغز على موقعبيزبول رفرنس.كوم (الدوري الثانوي) (الإنجليزية)
- ديزموند جينينغز على موقع إي إس بي إن.كوم (أم.أل.بي) (الإنجليزية)
- ديزموند جينينغز على موقع مشجعي الرسوم البيانية (الإنجليزية)